# Egyházi gyűrű
Az egyházi gyűrű a nyugati kereszténységben a klérus és az apácák által viselt gyűrű. A püspök által viselt gyűrűt püspökgyűrűnek (latin: anulus pontificalis) is nevezik. A pápa által viselt gyűrűt halászgyűrűnek nevezik.
A püspökgyűrűt korábban drágakövekkel rakták ki, ma a II. vatikáni zsinat szellemében általában egyszerű fémgyűrűt viselnek a püspökök (a liturgián kívül is).

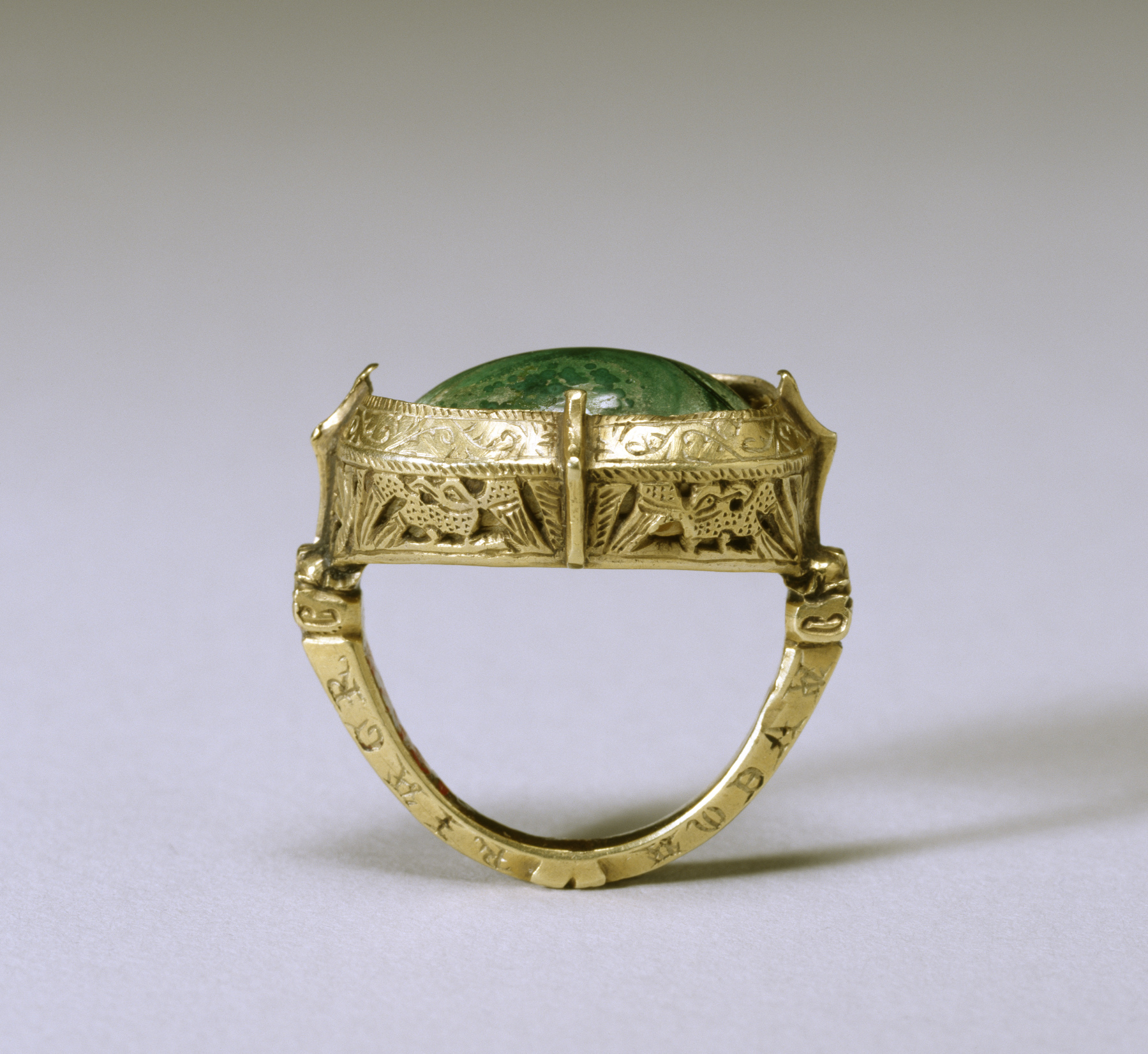
13. századi angol, gótikus stílusú püspökgyűrű

A szentmise bemutatásánál gyűrűt viselhetnek a bíborosok, püspökök, benedikált apátok, nullius apátok és prelátusok; engedmény alapján a valódi protonotáriusok magánmisében is, a számfeletti és az „ad instar“ protonotáriusok főpapi funkcióknál, s a magyarországi címzetes apátok és prépostok. Csak a funkciókon kívül viselhetnek gyűrűt (drágakővel is díszítve) a katolikus egyetemeken vagy fakultásokon kellően promoveált doktorok.

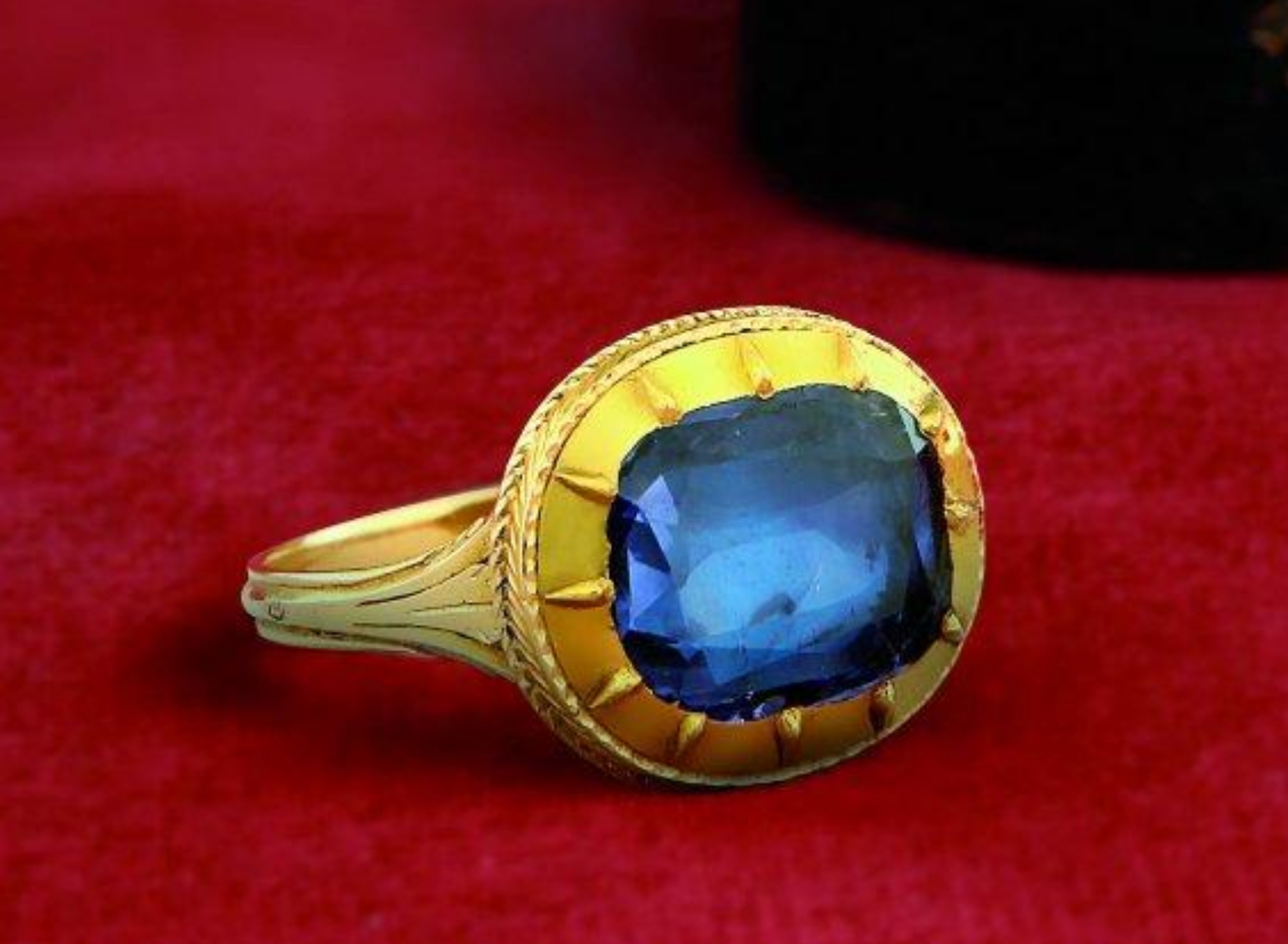
Püspökgyűrű, XII. Leó pápa címerével

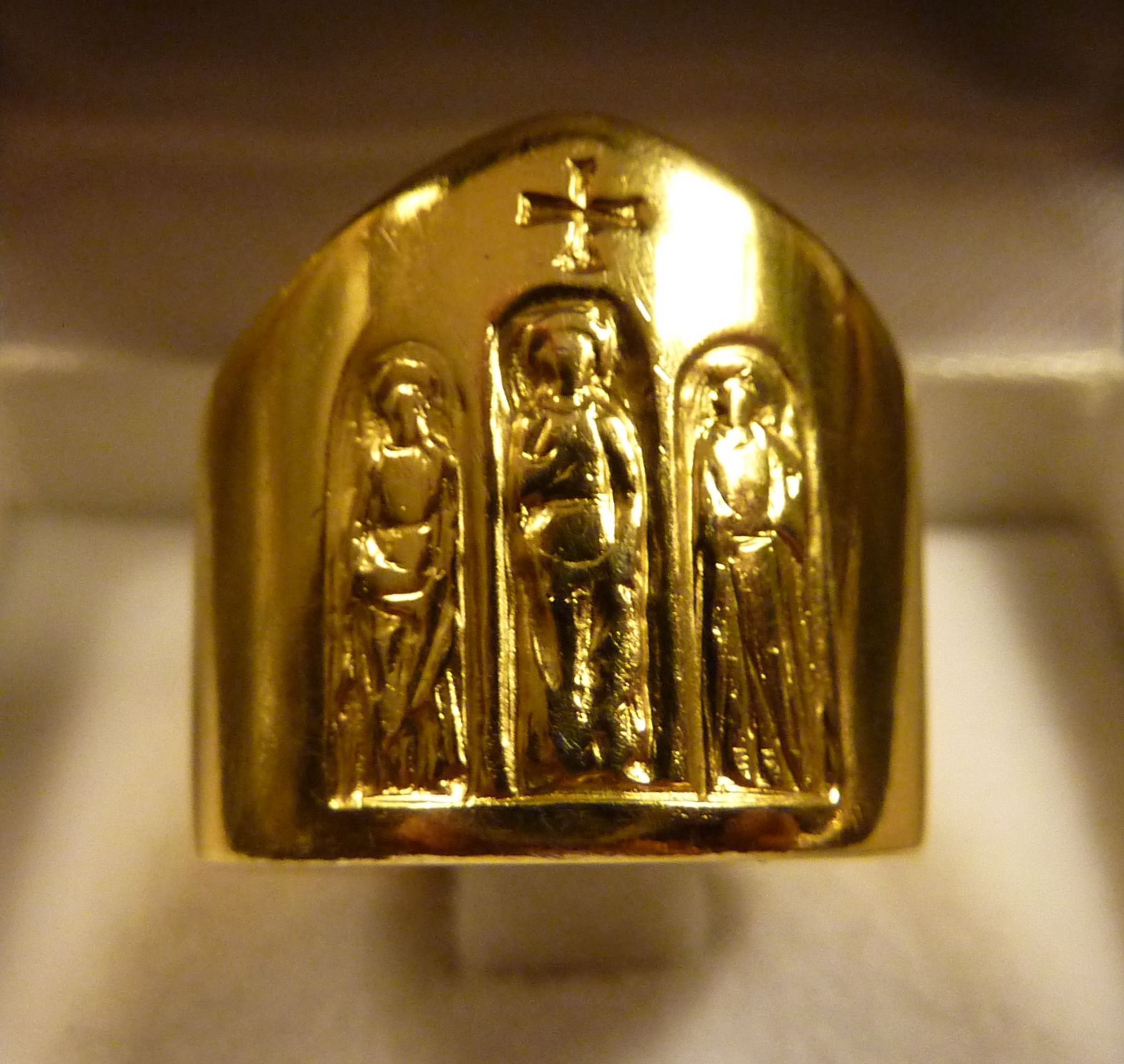
"Tanácsgyűrű", amelyet VI. Pál pápa adott 1965-ben azoknak a püspököknek, akik részt vettek a II. Vatikáni Zsinaton

## Történet
Az ókor és a korai középkor határán a püspökök szabályszerű pecsétgyűrűt viseltek, mint általában az előkelőségek.
Csak a 7. századi Spanyolországban vált az egyházi gyűrű a püspöki méltóságot jelentő jelképpé, amelyet a beiktatáskor ujjára húztak és esetleges degradálás esetén visszavettek tőle. A 633-i toledói zsinaton említik először ezt a fajta gyűrűt.
A spanyolországi gyakorlat a középkor folyamán elterjedt Nyugat-Európában is. A 7–10. században a püspöki gyűrű mintegy „jegygyűrű”-ként szerepelt, annak a lelki „házasságnak” volt a szimbóluma, amely a püspököt az egyházhoz kötötte.
Hatalmi jelvénnyé főleg a 11. században vált, amikor is a hivatali beiktatásnak – az ún. „invesztitúrának” – a pásztorbottal mintegy egyenrangú jelképe lett. De a pápák és császárok között kitört „invesztitúraharc” elültével a püspökgyűrű többnyire elvesztette hatalmi-jelvény jellegét, és továbbra mint a püspöki lelki méltóság szimbólumaként szerepel.
A hívek tiszteletük jeléül megcsókolták a püspök gyűrűjét.

## Apácagyűrű
Az apácák viselik az Istennek szentelt „szüzek gyűrűjét”, mint a Krisztussal való eljegyzettségük jelét.
A püspök áldja meg és nyújtja át nekik, hogy szüntelenül emlékeztesse őket e szent jegyességre.